# Parias (zespół muzyczny)
Parias – polska grupa muzyczna wykonująca hip-hop. Powstała w 2009 roku w Warszawie z inicjatywy raperów: Leszka "Eldo" Kaźmierczaka, znanego m.in. z występów w zespole Grammatik oraz członków składu Molesta Ewenement Tomasza "Pelsona" Szczepanka i Pawła "Włodiego" Włodkowskiego. Formacja zadebiutowała wydanym w 2011 roku albumem pt. Parias. Materiał odniósł umiarkowany sukces komercyjny, sprzedając się w nakładzie 15. tys. egzemplarzy zyskując status złotej płyty w niespełna dwa lata po jej wydaniu.

## Historia

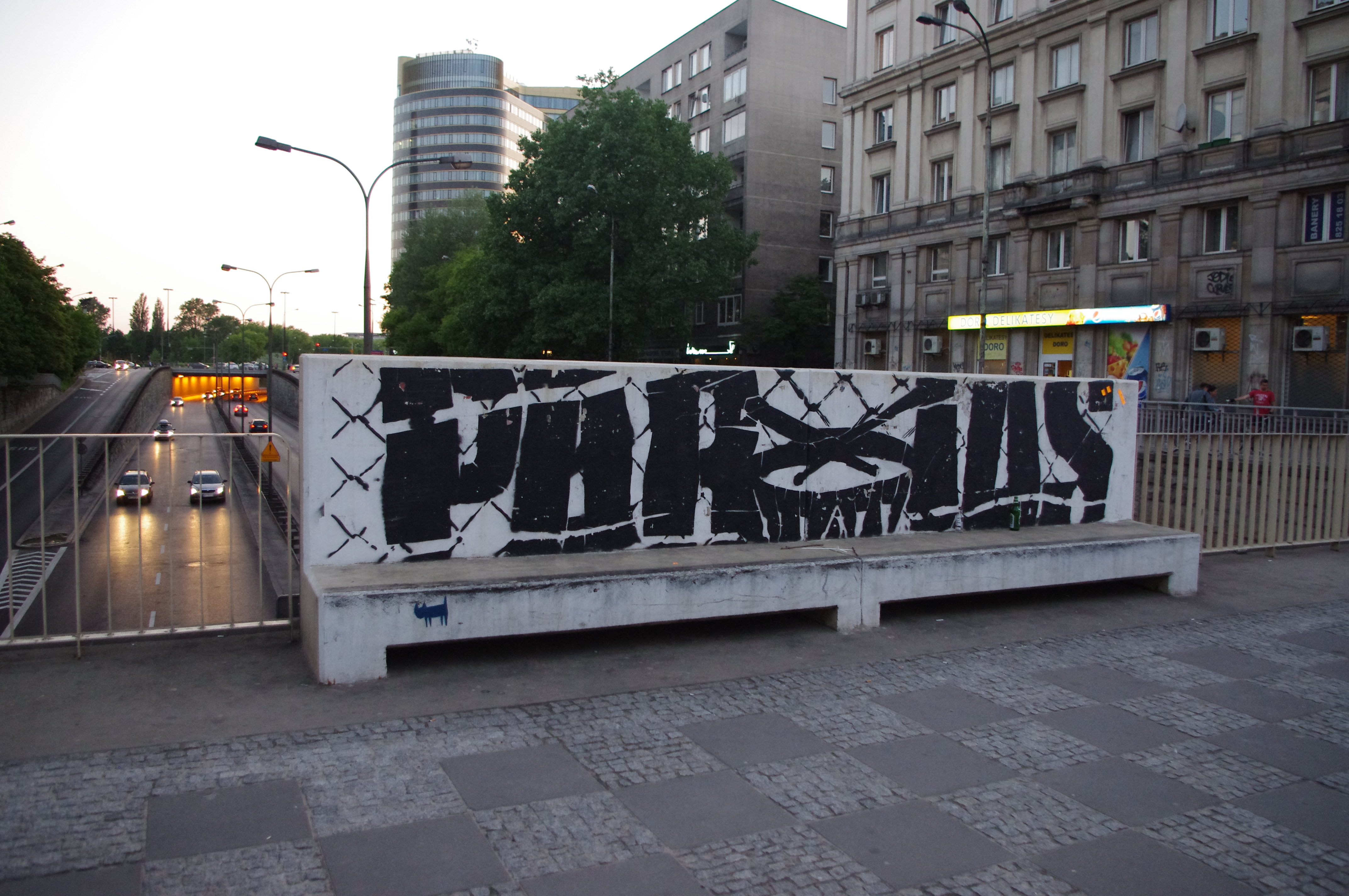
Graffiti reklamujące zespół Parias na ul. Marszałkowskiej między placem Zbawiciela a placem Unii Lubelskiej w Warszawie

Grupa Parias powstała w 2009 roku w Warszawie z inicjatywy raperów: Leszka "Eldo" Kaźmierczaka, Tomasza "Pelsona" Szczepanka i Pawła "Włodiego" Włodkowskiego. W początkowym okresie działalności trio zyskało rozgłos za sprawą beefu z przedstawicielem poznańskiej sceny hip-hopowej raperem - Ryszardem "Peją" Andrzejewskim. Przyczynkiem konfliktu była piosenka Andrzejewskiego "Peja vs Hip-hop", która trafiła na jego album pt. Czarny wrzesień (2010). W konsekwencji członkowie składu nagrali, promowaną teledyskiem piosenkę "Hip-Hop vs Peja". Andrzejewski odpowiedział dwoma, opublikowanymi w serwisie YouTube utworami: "Tylko Peja" i "Człowiek, który podzielił hip-hop". Nagrania spotkały się z brakiem reakcji ze strony warszawskiego tria. W międzyczasie zespół podjął się realizacji pierwszej płyty. W trakcie prac nad nagraniami grupa ogłosiła konkurs dla producentów muzycznych-amatorów. Z nadesłanych ponad 700 propozycji skład wybrał jeden beat z przeznaczeniem na album.
Debiut składu pt. Parias ukazał się 30 kwietnia 2011 roku nakładem oficyny Respekt Records w dystrybucji Fonografiki. Materiał trafił do sprzedaży także na płycie winylowej, którą wydała niewielka firma JuNouMi Records. Produkcji nagrań podjęli się Szczur, Sid Roams i laureat konkursu producenckiego Kuoter. Cuty wykonał związany z Molestą Ewenement DJ. B, a także DJ Technik i DJ Kebs ze składu HiFi Banda. Z kolei wśród gości znaleźli się Pyskaty, Małolat oraz Małpa. Wszystkie piosenki zostały nagrane w Erem Studio należącym do Stanisława Koźlika, który również zmiksował płytę. Natomiast mastering w Studio As One wykonali Mariusz "Activator" Dziurawiec i Jarosław "Smok" Smak. Wydawnictwo dotarło do 3. miejsca zestawienia OLiS. W ramach promocji do pochodzących z płyty piosenek "Bezczelni", "Zostawiam" i "Wzorowy" został zrealizowane teledyski. W styczniu 2012 roku do sprzedaży trafiła reedycja albumu. Wznowienie uzupełniła dodatkowa płyta, na której znalazły się dwie nowe piosenki: "Moje miasto wybuchnie" produkcji Adama "O.S.T.R.-a" Ostrowskiego oraz remiks kompozycji "Moi ludzie" z gościnnymi zwrotkami w wykonaniu Ramzesa, a także instrumentalne wersje wszystkich piosenek z pierwszego nośnika. Również w styczniu 2012 roku do sprzedaży, w formacie digital download trafił singel pt. Moje miasto wybuchnie. Natomiast pod koniec roku ukazał się pierwszy album koncertowy grupy pt. Live in Warsaw 2012. Wydawnictwo zostało wydane na płycie CD i DVD. 20 lutego 2013 roku debiut Parias uzyskał status złotej płyty sprzedając się w nakładzie 15. tys. egzemplarzy. 
Na początku marca 2017 roku Pelson poinformował w wywiadzie, iż zamierza zakończyć karierę muzyczną i poświęcić się innym zajęciom. Potwierdzeniem zakończenia jego kariery był wspólny kawałek z raperem Otsochodzi "Szacunek za klasyk". Ostatecznie zespół został rozwiązany, o czym poinformował Włodi na początku grudnia 2017 roku. 

## Dyskografia
Albumy
| Tytuł  | Dane dot. albumu                                                | Pozycja na liście | Sprzedaż        | Certyfikat         |
| Tytuł  | Dane dot. albumu                                                | POL               | Sprzedaż        | Certyfikat         |
| ------ | --------------------------------------------------------------- | ----------------- | --------------- | ------------------ |
| Parias | - Data: 30 kwietnia 2011 - Wydawca: Respekt Records/Fonografika | 3                 | - POL: 15 tys.+ | - POL: złota płyta |

Inne
| Tytuł                          | Dane dot. albumu                                                |
| ------------------------------ | --------------------------------------------------------------- |
| Moje miasto wybuchnie (singel) | - Data: 11 stycznia 2012 - Wydawca: Respekt Records/Fonografika |
| Live in Warsaw 2012 (CD+DVD)   | - Data: 15 grudnia 2012 - Wydawca: Respekt Records/Fonografika  |

## Teledyski
| Tytuł             | Rok  | Reżyseria/Realizacja | Album  | Źródło |
| ----------------- | ---- | -------------------- | ------ | ------ |
| "Hip-Hop vs Peja" | 2010 | Kamil Szczepański    | —      | [ 2 ]  |
| "Bezczelni"       | 2011 | R5films              | Parias | [ 7 ]  |
| "Zostawiam"       | 2011 | Letemknow            | Parias | [ 8 ]  |
| "Wzorowy"         | 2012 | SerwusMedia          | Parias | [ 9 ]  |